# Municipio de Jamesville (Dakota del Sur)
El municipio de Jamesville (en inglés: Jamesville Township) es un municipio ubicado en el condado de Yankton en el estado estadounidense de Dakota del Sur. En el año 2010 tenía una población de 232 habitantes y una densidad poblacional de 2,48 personas por km².

## Geografía
El municipio de Jamesville se encuentra ubicado en las coordenadas 43°7′58″N 97°28′6″O / 43.13278, -97.46833. Según la Oficina del Censo de los Estados Unidos, el municipio tiene una superficie total de 93.74 km², de la cual 93,63 km² corresponden a tierra firme y (0,11 %) 0,11 km² es agua.

## Demografía
Según el censo de 2010, había 232 personas residiendo en el municipio de Jamesville. La densidad de población era de 2,48 hab./km². De los 232 habitantes, el municipio de Jamesville estaba compuesto por el 99,14 % blancos, el 0,43 % eran amerindios y el 0,43 % eran de una mezcla de razas. Del total de la población el 0 % eran hispanos o latinos de cualquier raza.